# Incidente Juye

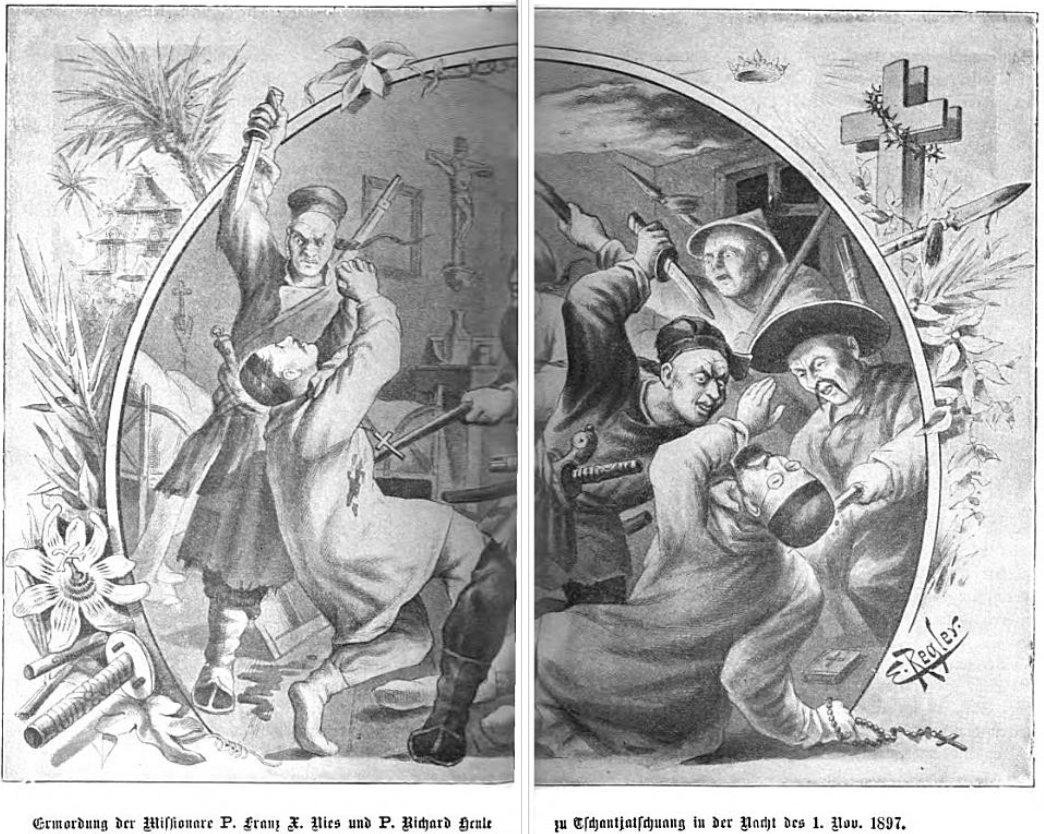
Representação alemã contemporânea do Incidente de Juye.

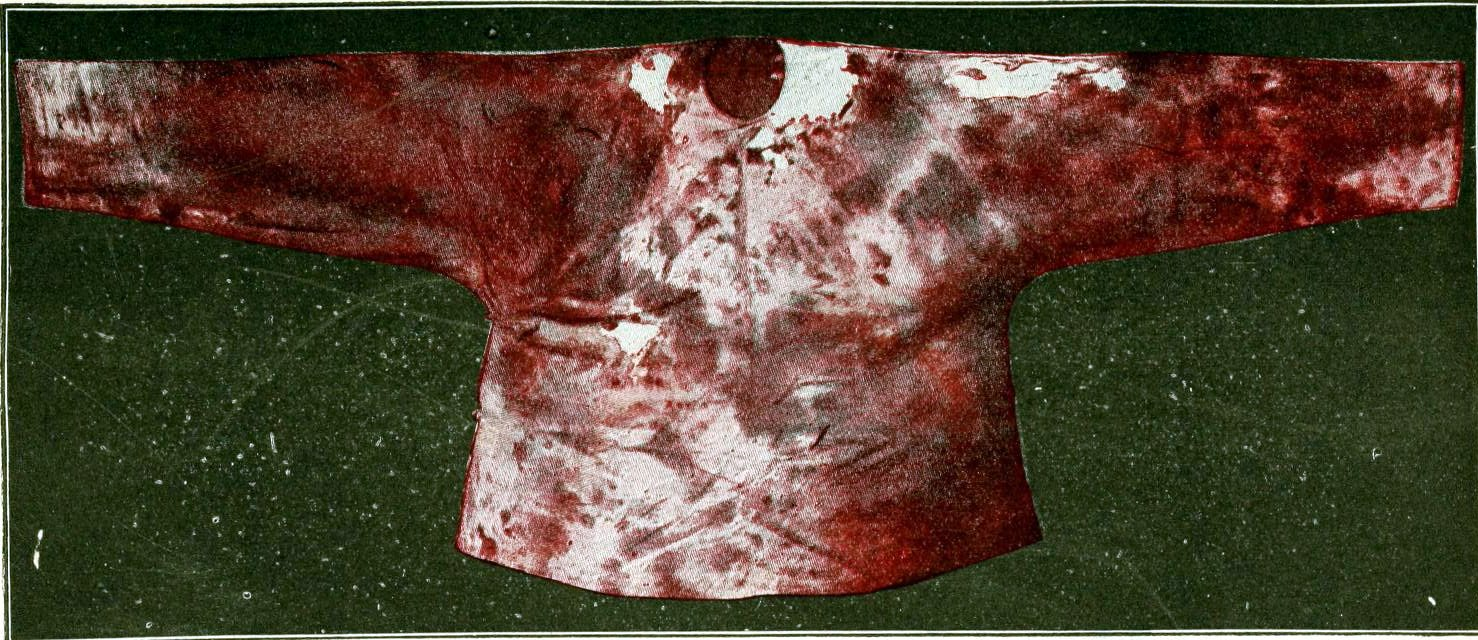
Camiseta manchada de sangue de Franz Xaver Nies.

O Incidente Juye (chinês tradicional: 曹州敎案 or 巨野敎案, pinyin: Cáozhōu Jiào'àn or Jùyě Jiào'àn, em alemão:  Juye Vorfall) refere-se ao assassinato de dois missionários católicos alemães, Richard Henle e Franz Xaver Nies, da Sociedade do Verbo Divino, na província de Juye County Shandong, China, na noite de 1 a 2 de novembro de 1897 (Dia de Todos os Santos ao Dia de Finados). Um terceiro missionário, Georg Maria Stenz, sobreviveu ileso ao ataque.
O complexo da missão onde o incidente ocorreu estava localizado na aldeia de Zhang Jia (chinês tradicional: 張家莊, chinês simplificado: 张家庄, pinyin: Zhāng Jiā Zhuāng, escrito "Tshantyachuang" nos escritos de Georg M. Stenz), cerca de 10 km a nordeste da cidade de Juye e cerca de 25 km a noroeste da cidade de Jining. Georg M. Stenz era o padre estacionado em Zhang Jia Village e os outros dois missionários, Henle e Nies, vieram visitá-lo. Stenz descreve os eventos do incidente da seguinte forma: Antes de irem para a cama, pouco antes da meia-noite, os missionários haviam praticado a Missa de Réquiem (Miseremini mei) para o Dia de Finados seguinte. Stenz havia cedido seu quarto a seus convidados para passar a noite e se mudou para um quarto de porteiro vago. Acreditando que a área estava quieta, os missionários não tomaram nenhuma precaução e Stenz deixou a porta de seu quarto destrancada. Um bando de vinte a trinta homens armados invadiu o complexo da missão logo depois que os missionários foram para a cama. Eles arrombaram a porta do quarto onde Henle e Nies estavam e mataram os dois missionários. Ambas as vítimas sofreram vários ferimentos de esfaqueamento e ambos morreram pouco antes da meia-noite. Os atacantes procuraram Stenz, mas não conseguiram encontrá-lo. Eles recuaram quando os cristãos chineses locais chegaram ao local para ajudar. Não é certo quem cometeu os assassinatos, mas é mais comum supor que o ataque foi lançado por membros da Big Swords Society. Stenz atribuiu o ataque ao diretor de uma vila vizinha (Cao Jia Zhuang, escrito "Tsaotyachuang" por Stenz e localizado a cerca de 10 km ao sul da vila Zhang Jia) e acreditava que o ataque estava enraizado em uma disputa entre o diretor e comparativamente parentes ricos que se converteram ao cristianismo e, portanto, se recusaram a pagar pelas festas do templo local.
Menos de duas semanas após o Incidente de Juye, o Império Alemão usou os assassinatos dos missionários como pretexto para tomar a Baía de Jiaozhou, na costa sul de Shandong. Sob ameaças alemãs, o governo Qing também foi forçado a remover muitos funcionários de Shandong (incluindo o governador Li Bingheng) de seus cargos e a construir três igrejas católicas na área (em Jining, Caozhou e Juye) às suas próprias custas. A missão atacada também recebeu 3 000 taéis de prata em compensação por bens roubados ou danificados, e recebeu o direito de construir sete residências fortificadas na área, também às custas do governo. Este assentamento fortaleceu o trabalho missionário no sul da província de Shandong e fez parte dos eventos que levaram à Revolta dos Boxers (1899-1900), um movimento dirigido contra a presença cristã e estrangeira no norte da China. Imitando a Alemanha, outras potências (Rússia, Grã- Bretanha, França e Japão) começaram "uma disputa por concessões" para garantir suas próprias esferas de influência na China.
O historiador Paul Cohen chamou o incidente de Juye de "a cunha de abertura em um processo de atividade imperialista muito intensificada na China" e Joseph W. Esherick comenta que os assassinatos de Juye "desencadearam uma cadeia de eventos que alteraram radicalmente o curso da história".